# Hoces del Cabriel, Guadazaón y ojos de Moya
Hoces del Cabriel, Guadazaón y ojos de Moya este o arie protejată (arie specială de conservare — SAC, sit de importanță comunitară — SCI, arie de protecție specială avifaunistică — SPA) din Spania întinsă pe o suprafață de 64.675,05 ha, integral pe uscat.

## Localizare
Centrul sitului Hoces del Cabriel, Guadazaón y ojos de Moya este situat la coordonatele 39°58′N 1°38′W / 39.96°N 1.63°V.

## Înființare
Situl Hoces del Cabriel, Guadazaón y ojos de Moya a fost declarat sit de importanță comunitară în ianuarie 2001 pentru a proteja 59 de specii de animale. Alte tipuri de protecție:
- arie de protecție specială avifaunistică (în iulie 2005)[2]
- arie specială de conservare (în decembrie 2016)[1][3][4]

## Biodiversitate
Situată în ecoregiunea mediteraneană, aria protejată conține 39 de habitate naturale: Cursuri de apă de la nivel de câmpie la nivel montan, cu vegetație Ranunculion fluitantis și Callitricho-Batrachion, Salicornia și alte specii anuale care populează regiunile mlăștinoase și nisipoase, Formațiuni stabile xerotermofile de Buxus sempervirens pe pante stâncoase (Berberidion p.p.), Pajiști carstice calcaroase sau bazofile, de Alysso-Sedion albi, Pante stâncoase silicioase cu vegetație casmofită, Pajiști uscate europene, Tufărișuri termo-mediteraneene și de pre-deșert, Lande oro-mediteraneene cu formațiuni endemice de grozamă, Păduri de Quercus ilex și Quercus rotundifolia, Peșteri inaccesibile publicului, Pante stâncoase calcaroase cu vegetație casmofită, Păduri de stejar galițio-portugheze cu Quercus robur și Quercus pyrenaica, Păduri de pin (sub-) mediteraneene cu pini negri endemici, Lacuri eutrofice naturale cu vegetație de tip Magnopotamion sau Hydrocharition, Grohotișuri termofile și vest-mediteraneene, Păduri de pin mediteraneene cu pini mezogeni endemici, Păduri pe pante, grohotișuri și ravene de Tilio-Acerion, Stepe sărăturate mediteraneene (Limonietalia), Tufărișuri halo-nitrofile (Pegano-Salsoletea), Mlaștini calcaroase cu Cladium mariscus și specii de Caricion davallianae, Formațiuni ierboase bogate în specii de Nardus, dezvoltate pe substraturi silicioase în zone montane (și în zone submontane, în Europa continentală), Pajiști umede mediteraneene cu ierburi înalte de Molinio-Holoschoenion, Păduri termofile cu Fraxinus angustifolia, Matorral arborescenți cu Juniperus spp., Păduri endemice cu Juniperus spp., Izvoare petrifiante cu formare de travertin (Cratoneurion), Pajiști oro-iberice cu Festuca indigesta, Roci stâncoase cu vegetație pionieră de Sedo-Scleranthion sau Sedo albi-Veronicion dillenii, Vegetație gipsofilă iberică (Gypsophiletalia), Pseudostepă cu ierburi și specii anuale de Thero-Brachypodietea, Iazuri temporare mediteraneene, Pășuni mediteraneene udate de apa mării (Juncetalia maritimi), Galerii de Salix alba și de Populus alba, Ape puternic oligomezotrofe cu vegetație bentonică cu Chara spp., Pajiști alpine și subalpine calcaroase, Pajiști cu Molinia pe soluri calcaroase, turboase sau argilos-nămoloase (Molinion caeruleae), Păduri iberice de Quercus faginea și Quercus canariensis, Galerii și tufărișuri riverane sudice (Nerio-Tamaricetea și Securinegion tinctoriae), Păduri aluvionare cu Alnus glutinosa și Fraxinus excelsior (Alno-Padion, Alnion incanae, Salicion albae).
La baza desemnării sitului se află mai multe specii protejate:
- păsări (45): uliu porumbar (Accipiter gentilis), lăcar mare (Acrocephalus arundinaceus), pescăruș albastru (Alcedo atthis), rață mare (Anas platyrhynchos), fâsă-de-câmp (Anthus campestris), acvilă de munte (Aquila chrysaetos), buha (Bubo bubo), șorecarul comun (Buteo buteo), caprimulg (Caprimulgus europaeus), Caprimulgus ruficollis, Certhia brachydactyla,  prundaș gulerat mic (Charadrius dubius), mierla de apă (Cinclus cinclus), șerpar (Circaetus gallicus), șoim călător (Falco peregrinus), șoimul rândunelelor (Falco subbuteo), vânturel roșu (Falco tinnunculus), lișiță (Fulica atra), ciocârlan (Galerida cristata), Galerida theklae, găinușă de baltă (Gallinula chloropus), vulturul pleșuv sur (Gyps fulvus), Hieraaetus fasciatus, acvilă pitică (Hieraaetus pennatus), capîntortură (Jynx torquilla), Lanius excubitor meridionalis, forfecuță gălbuie (Loxia curvirostra), ciocârlie de pădure (Lullula arborea), prigoare (Merops apiaster), gaia neagră (Milvus migrans), mierlă de piatră (Monticola saxatilis), codobatura galbenă (Motacilla flava), muscar sur (Muscicapa striata), vultur egiptean (Neophron percnopterus), pietrar mediteranean (Oenanthe hispanica), Oenanthe leucura, pietrar sur (Oenanthe oenanthe), ciuf-pitic (Otus scops), pițigoi de brădet (Parus ater), Pyrrhocorax pyrrhocorax, cristei de baltă (Rallus aquaticus), turturică (Streptopelia turtur), silvie roșcată (Sylvia cantillans), silvie de tufiș (Sylvia undata), pănțărușul (Troglodytes troglodytes)
- amfibieni (1): Discoglossus galganoi
- mamifere (5): vidră de râu (Lutra lutra), Microtus cabrerae, liliacul mare cu potcoavă (Rhinolophus ferrumequinum), liliacul mic cu potcoavă (Rhinolophus hipposideros), liliacul cu potcoavă a lui méhely (Rhinolophus mehelyi)
- nevertebrate (4): Austropotamobius pallipes, Coenagrion mercuriale, fluturele auriu (Euphydryas aurinia), Graellsia isabellae
- pești (3): Achondrostoma arcasii, Cobitis paludica, Parachondrostoma arrigonis
- reptile (1): Mauremys leprosa

Pe lângă speciile protejate, pe teritoriul sitului au mai fost identificate 80 de specii de plante, 34 de specii de păsări, 5 specii de amfibieni, 21 de specii de mamifere, 15 specii de nevertebrate, 5 specii de pești, 14 specii de reptile.